# Kresťanská únia
Die Christliche Union (slowakisch Kresťanská únia; KÚ) (Unabhängiges Forum (slowakisch Nezávislé fórum) zwischen 1998 und 2019) ist eine slowakische rechte konservative politische Partei. Seit 2019 ist die Obfrau der Partei Anna Záborská. Aktuell sitzen fünf Vertreter der Partei im Nationalrat der Slowakischen Republik, die über ein Parteienbündnis von OĽANO-NOVA-KÚ-ZZ gewählt wurden.

## Gründung und Geschichte

### Christliche Union

#### Umstrukturierung von NF auf KÚ, Wahlen zum Europäischen Parlament 2019 und der Wahl zum Nationalrat der Slowakischen Republik 2020
Am 8. Februar 2019 wurde die Partei von Unabhängiges Forum in Christliche Union umbenannt, als Folge auf die am 7. Januar 2019 geänderten Sitzverhältnisse im slowakischen Parlament und der Statutenänderung der Partei. Diese Umstrukturierung führte dazu, dass de facto eine neue Partei gegründet wurde, rechtlich aber nicht. Dieser Schritt der Zersplitterung der christlichen politischen Kräfte und der Unterstützung von Záborská's persönlicher Ziele wurde vom Obmann der KDH, Alojz Hlina, kritisiert. Die Gründer der KÚ vermieden so, die für die Gründung einer neuen politischen Partei erforderlichen 10.000 Unterschriften zu sammeln.
Bei der Wahl zum Europäischen Parlament 2019 erhielt KÚ 3,85 % der Wählerstimmen in der Slowakei, jedoch keinen der Sitze.
Nach den Wahlen wurde eine Allianz mit der KDH oder der KDŽP diskutiert. Am Ende scheiterten die Bemühungen im Herbst 2019, weil der Präsident der KDH Alojz Hlina der Christlichen Union nur zwei Listenplätze angeboten hatte. Später näherte sich die KÚ der OĽaNO Bewegung, worauf die KÚ auf deren Liste zur Wahl des slowakischen Nationalrats 19 Kandidaten positionierte. Die Parteivorsitzende Anna Záborská lag auf Platz 4 der gemeinsamen Liste. NOVA und Zmena Zdola taten Gleiches mit OĽaNO, um erschwerende Richtlinien für Wahlbündnisse bei Wahlen zu vermeiden.
OĽaNO und KÚ boten auch der KDH gemeinsame Vorwahlprozeduren an, in denen die KDH die Hälfte der Listenplätze besetzt und nach der Wahl eine eigene Parlamentsfraktion hätte gründen können. KDH lehnte jedoch das Angebot ab.

#### Legislaturperiode 2020–2024
Aus den Nationalratswahlen 2020 ging die Allianz von OĽANO-NOVA-KÚ-ZZ als Sieger hervor. Vergleichbare Ergebnisse wurden in der Slowakei in der Vergangenheit nur von der Smer-SD und der HZDS erlangt. Fünf Kandidaten der Christlichen Union wurden als Abgeordnete gewählt.

## KÚ Politiker

### Politische Führung
- Anna Záborská – Obfrau[1]

### Weitere KÚ Politiker
- Richard Vašečka[1]
- Branislav Škripek
- Ján Szőllős[10]
- Katarína Hatráková[11]
- Radovan Marcinčin[12]